# مارشال جاي وليامز
مارشال جاي وليامز (بالإنجليزية: Marshall Jay Williams) هو قاضي ومحامي وسياسي أمريكي، ولد في 22 فبراير 1837 في الولايات المتحدة، وتوفي في 7 يوليو 1902 في نفس البلد. حزبياً، نشط في الحزب الجمهوري. وقد انتخب عضو مجلس نواب أوهايو.